# Anglická hrabství

Hrabství v roce 2009

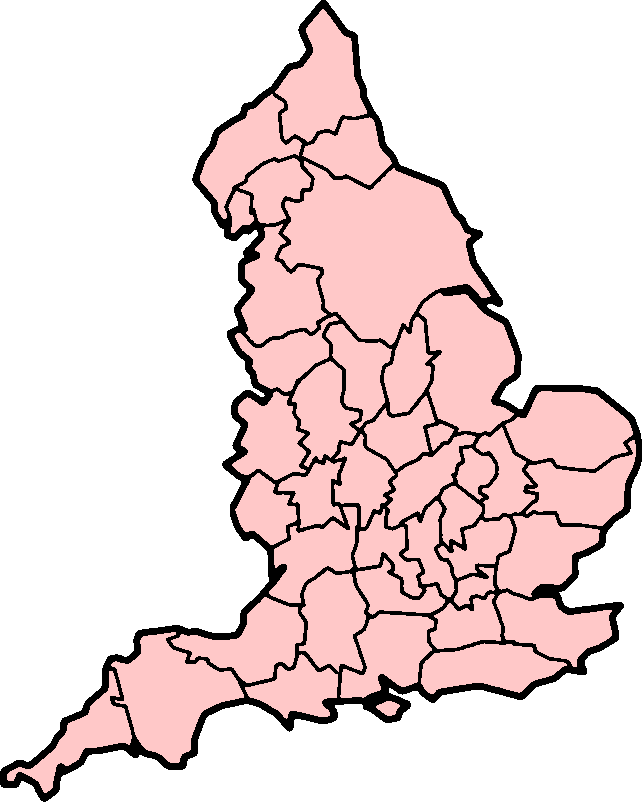
Anglická tradiční hrabství

Anglická hrabství (anglicky county, česká obdoba je kraj) jsou v Anglii územní celky, zřízené pro administrativní, politické a geografické účely. Většina současných hrabství navazuje na starší celky jakými byly anglosaské shire a vévodství.
Názvy, hranice a funkce těchto celků se během historie značně změnily, avšak až do 20. století nedocházelo k žádným podstatným změnám hranic těchto celků. Série reforem místní správy započatých na konci 19. století zanechala přesnou definici termínu „hrabství“ značně nejednoznačnou. 
Termín „anglická hrabství“ proto neodkazuje na jedinečný soubor hranic a názvů. V důsledku řady různých reforem dnes existuje více typů těchto celků, jakými jsou například ceremoniální hrabství, registrační hrabství, historická hrabství či poštovní hrabství.

## Historická / Tradiční hrabství
Systém 39 tradičních hrabství vznikal od 12. do 16. století. Do 31. března 1889 to zároveň byly územněsprávní celky. Během historie se z nich staly celky pro zeměpisné popisy. Považuje se za sporné, jestli lze u tradičních hrabství akceptovat nepatrné změny, k nimž došlo podle zákona Counties (Detached Parts) Act 1844 1 (Seznam míst, dotčených tímto zákonem) z roku 1844, jimiž se rušila řada exkláv.

## Administrativní hrabství (1889–1974)

Anglická metropolitní a nemetropolitní hrabství roku 1974

1. dubna 1889 začal platit zákon o místní správě z roku 1888, jímž se v Anglických hrabstvích zřizovaly volené rady hrabství, které převzaly řadu kompetencí od čtvrtletních shromáždění hrabství (anglicky Courts of Quarter Sessions) a v průběhu let získaly i další kompetence. Pokud jde o územněsprávní členění, došlo ke vzniku administrativních (anglicky administrative county, plurál administrative counties), kterými byly entity jako hrabství Londýn zahrnující části historických hrabství Kent, Middlesex a Surrey. Historická hrabství však formálně zrušena nebyla. Vedle území administrativních hrabství však vznikla také řada samostatných městských hrabství (anglicky county borough, plurál county boroughs), zahrnujících území celých měst. V několika případech pak byla stávající historická hrabství rozdělena mezi dvě (Suffolk, Sussex, Northamptonshire, Hampshire, Cambridgeshire) či tři (Yorkshire, Lincolnshire) administrativní hrabství. Samostatnými celky celky s obdobným postavením jako měla městská hrabství byl i Bristol, a až do vytvoření Velkého Londýna roku 1965 i londýnská City, obě tvořící tzv. korporační hrabství (anglicky Corporate county).
Podle zákona o místní správě z roku 1888 došlo ke změnám územního členění i pokud se jednalo o jiné, například ceremoniální účely, neboť nově vzniklé hrabství Londýn se zároveň stalo ceremoniálním hrabstvím. Později byly tyto celky označované jako ceremoniální hrabství (anglicky ceremonial county, plurál ceremonial counties), či jako geografická hrabství (anglicky geographic county, plurál geographic counties).
Roku 1965 pak došlo k několika menším změnám: hrabství Londýn bylo nahrazeno administrativní oblastí Velký Londýn, která pohltila zbývající část Middlesexu; Huntingdonshire a Soke of Peterborough vytvořily nové administrativní hrabství Huntingdon a Peterborough, a původní administrativní hrabství Cambridgeshire se sloučilo s Isle of Ely (severní část tradičního hrabství Cambridgeshire v okolí města Ely) do nového administrativního hrabství Cambridgeshire a Isle of Ely.

## Metropolitní a nemetropolitní hrabství

Hrabství a jiné obdobné celky od roku 1998

1. dubna 1974 začal platit zákon o místní správě z roku 1972. Ten (s výjimkou Velkého Londýna) zrušil stávající administrativní strukturu Anglie a Walesu, kterou nahradil novým kompletně dvoustupňovým správním systémem. Zrušil dosavadní administrativní a městská hrabství (nikoliv však předchozí tradiční hrabství) a vytvořil v Anglii nový systém 46 „hrabství“, z nichž 40 bylo nemetropolitních, a 6 hrabství, zahrnujících velkoměstské aglomerace, bylo metropolitních. 
Některá z těchto hrabství jako například Avon, Cleveland, Cumbria, Hereford a Worcester, a Humberside, spolu s novými metropolitními hrabstvími Velký Manchester, Merseyside, Jižní Yorkshire, Tyne a Wear, Západní Midlands, a Západní Yorkshire byly úplně nové celky. Hrabství Cumberland, Herefordshire, Rutland, Westmorland, Worcestershire, stejně jako všechna městská hrabství naopak z administrativní mapy zmizela.
Roku 1986 pak byly rady metropolitních hrabství zase rozpuštěny, přičemž většina jejich kompetencí přešla na jednotlivé nemetropolitní distrikty těchto hrabství. Další správní reforma z 90. let 20. století roku 1994 seskupila stávající hrabství do regionů, v letech 1996, 1997 a 1998 vytvořila řadu administrativních jednotek zvaných Unitary authority, která získala obdobný status jako hrabství (čímž byly v zásadě obnovena někdejší městská hrabství), a obnovila Herefordshire, Rutland a Worcestershire jako administrativní jednotky.
V současnosti existuje v Anglii mimo oblast Velkého Londýna 81 územněsprávních celků na úrovni hrabství. 35 z nich mají status nemetropolitního hrabství a dále se člení na nemetropolitní distrikty, a 40 jsou celky se statusem samostatné správní jednotky. Formálně zde stále existuje i 6 metropolitních hrabství. Po zrušení rady hrabství Berkshire ke dni 1. dubna 1998 se z distriktů tohoto hrabství staly rovněž celky se statusem samostatné správní jednotky.

## Ceremoniální hrabství
Britský monarcha má tradičně v jednotlivých částech Spojeného království Velké Británie a Severního Irska svého osobního zástupce, označovaného jako Lord místodržitel (anglicky Lord-Lieutenant). Každý Lord místodržitel má přiděleno jedno území, označované od roku 1996 termínem ceremoniální hrabství (anglicky ceremonial county). Před správní reformou provedenou k 1. dubnu 1974 byly tyto celky do značné míry totožné s tradičními hrabstvími. Od 1. dubna 1974 pak byly tyto celky redefinovány, aby odpovídaly nově vzniklým metropolitním a nemetropolitním hrabstvím.
Po správní reformě, jež byla provedena k 1. dubnu 1996, při níž došlo ke zrušení značně neoblíbených nemetropolitních hrabství Avonu, Clevelandu, Herefordu a Worcesteru a Humbersidu, byly nově vzniklé správní celky na jejich území přiřazeny zpravidla ke svým původním ceremoniálním hrabstvím z období před rokem 1974. Samostatným ceremoniálními hrabstvím se zároveň opět stal i Bristol a obnovené hrabství Rutland. Ostatní nově vzniklé správní celky zůstaly součástí stávajících ceremoniálních hrabství.
Protože při této reformě vznikl značný rozdíl mezi administrativními celky na úrovni hrabství a celky používanými pro ceremoniální účely, byl zároveň zaveden nový termín ceremoniální hrabství.
Ceremoniální hrabství jsou známá také jako geografická hrabství a bývají často používána pro lokalizaci míst v Anglii. Bývají také brána v potaz hraničními komisemi, například při stanovování volebních obvodů.

## Poštovní hrabství
Poštovní hrabství existovala až do správní reformy z roku 1996. Od té doby se již nemusejí uvádět jako součást adres. Byla většinou vymezena podle hranic hrabství vzniklých roku 1974. Velký Manchester a Velký Londýn však poštovními hrabstvími nebyly, a jejich území byla rozdělena mezi více poštovních hrabství kopírujících stav před reformou z roku 1974.